# Aeroporto di Kaadedhdhoo
L'Aeroporto di Kaadedhdhoo (IATA: KDM, ICAO: VRMT) è un aeroporto definito come nazionale dalle autorità dell'aviazione civile maldiviane e che si trova alle Maldive sull'Isola di Kaadehdhoo dell'Atollo Gaafu Dhaalu, nella parte meridionale dell'arcipelago, appena a Nord dell'equatore; è situato a circa 4 chilometri a Sud della cittadina di Thinadhoo. La struttura è dotata di una pista in materiale bituminoso lunga 1 220 metri con orientamento 16/34.